# Alex Sanders (acteur)
Pour le fondateur de la tradition alexandrienne, branche du mouvement Wicca, voir Alexander Sanders.
Pour les articles homonymes, voir Sanders.
Alex Sanders est un acteur de films pornographiques américain, né le 7 mars 1966.

## Biographie
Alex Sanders a débuté dans le cinéma pornographique au début des années 1990. Il a joué dans plus de 1 000 films et en a réalisé une centaine. Il est marié à l'actrice Phyllisha Anne.
Il est membre de l'AVN Hall of Fame.

## Récompenses
- 1994 : XRCO Award Woodsman of the Year[3]
- 1995 : AVN Award Meilleure scène de sexe de groupe - Vidéo (Best Group Sex Scene - Video) pour Pussyman 5
- 1996 : AVN Award Meilleur acteur dans un second rôle - Vidéo (Best Supporting Actor - Video) pour Dear Diary
- 1996 : XRCO Award Best Group Scene pour American Tushy[3]
- 1997 : AVN Award Meilleure scène de sexe de groupe - Vidéo (Best Group Sex Scene - Video) pour American Tushy
- 1999 : AVN Award Breakthrough Award
- 1999 : AVN Award Meilleur montage - Vidéo (Best Editing - Video) pour Bodyslammin
- 2009 : AVN Award Meilleure scène de sexe de groupe (Best Group Sex Scene) pour Icon[4]